# Liste der Biografien/Mg
Liste der Biografien |
Portal Biografien |
Personensuche
# |
A |
B |
C |
D |
E |
F |
G |
H |
I |
J |
K |
L |
M |
N |
O |
P |
Q |
R |
S |
T |
U |
V |
W |
X |
Y |
Z |
?
 
Ma |
Mb |
Mc |
Md |
Me |
Mf |
Mg |
Mh |
Mi |
Mj |
Mk |
Ml |
Mm |
Mn |
Mo |
Mp |
Mq |
Mr |
Ms |
Mt |
Mu |
Mv |
Mw |
Mx |
My |
Mz
Die Liste der Biografien führt alle Personen auf, die in der deutschsprachigen Wikipedia einen Artikel haben. Dieses ist eine Teilliste mit 9 Einträgen von Personen, deren Namen mit den Buchstaben „Mg“ beginnt.

## Mg

### Mga
- Mgaloblischwili, Grigol (* 1973), georgischer Diplomat und Politiker

### Mge
- Mgeladse, Illarion Wissarionowitsch (1890–1941), georgisch-sowjetischer Journalist und Literaturkritiker

### Mgh
- Mghwira, Anna (1959–2021), tansanische Politikerin

### Mgi
- Mgijima, Enoch (1868–1928), südafrikanischer Landwirt und Prophet
- Mgimwa, William (1950–2014), tansanischer Politiker, Finanzminister von Tansania

### Mgq
- Mgqolozana, Thando (* 1983), südafrikanischer Schriftsteller

### Mgu
- Mgudlandlu, Gladys († 1979), autodidaktische südafrikanische Malerin
- Mgulunde, Mario Epifanio Abdallah (1931–2006), tansanischer Geistlicher und römisch-katholischer Erzbischof von Tabora
- Mgumba, Omary Tebweta (* 1976), tansanischer Politiker